# تورف کلاب، گائوتنگ
تورف کلاب، گائوتنگ (به لاتین: Turf Club, Gauteng) یک شهرک در آفریقای جنوبی است که در City of Johannesburg Metropolitan Municipality واقع شده‌است.